# Luj Filip, kralj Francuza
Luj Filip (Pariz, 6. listopada 1773. – Clermont, 26. kolovoza 1850.), francuski kralj od 1830. – 1848. godine.
Posljednji francuski kralj. Sin Louis-Philippea Josepha, vojvode Orléanskog. U izgnanstvu od 1793. do 1815. godine za Francuske revolucije i vladavine Napoleona.
Stupio je na prijestolje 1830. nakon reakcionarnog režima Karla X., koji je svrgnut srpanjskom revolucijom.

Njegovu vladavinu karakterizirale su liberalnije monarhističke politike, financijske spekulacije, raskošno bogatstvo građanske klase i kasnije velika gospodarska kriza.

Abdicirao je 1848. Revolucija 1848. oborila je njegov režim, a njega prisilila na abdikaciju i bijeg u Englesku.

## Poveznice
- Popis francuskih vladara

| Prethodnik: | Kralj Francuske | Nasljednik: |
| Henrik V.   | Kralj Francuske | Filip VII.  |